# アベルティス
アベルティス（カタルーニャ語: Abertis Infraestructuras, S.A.）は、スペイン・バルセロナに本拠を置く高速道路運営・管理企業。傘下に多数のグループ企業を持ち、ヨーロッパやラテンアメリカ地域を中心に事業を行っている。現在はアトランティア、ACS、ホッホティーフの3社の傘下にある。

## 沿革
1967年にConcesionaria Española S.A.の名称で設立されたAcesa Infraestructuresと、1971年にAutopistas de Mare Nostrumの名称で設立されたAurea Concessiones de Infraestructuresが、2003年4月に合併して設立された。2006年に、フランス北東部でオートルート A4など1700km以上の高速道路網を管理するSociété des Autoroutes du Nord et de l'Est de la France（SANEF）を買収して傘下とした。
通信事業を行うグループ企業として、通信衛星運営企業のHispasat,S.A.があり、イベリア半島とラテンアメリカ地域で事業を行っている。他に通信子会社としてアベルティス・テレコムがあったが、2015年にセルネックス・テレコムとして分離、2018年に同社の全株式を売却した。
2006年4月、イタリアに本拠を置く同業のアトランティアの買収を試みたが、イタリア政府が反対し2008年1月に頓挫した。2017年5月、アトランティアがアベルティスに買収提案を行い、続いて10月に建設会社グループのACSが買収に名乗りを上げ、2018年3月、アトランティアとACSの両社によるアベルティスの共同買収が決定した。以降アベルティスの株式は、アトランティアが5割、ACSが3割、ACS資本下のホッホティーフが2割をそれぞれ保有している。

## 高速道路網とグループ企業
- スペイン（1,559km）　※Acesaなど14社による運営
- フランス（1,760km）　※SANEFなど4社による運営
- イタリア（245km）　※A4 Holdingによる運営
- クロアチア　※Emovisによる運営
- イギリス（74km）　※Emovisによる運営
- アイルランド　※Emovisによる運営
- カナダ　※Emovisによる運営
- アメリカ合衆国　※Emovisによる運営
- プエルトリコ（89km）　※Metropistasなど2社による運営
- ブラジル（3,250km）　※Fernão Diasなど9社による運営
- チリ（770km）　※Elquiなど6社による運営
- アルゼンチン（175km）　※Ausolなど2社による運営
- コロンビア（86km）　※Coviandesによる運営
- インド（152km）※EmovisTrichy Tollway Private Limitedなど2社による運営